# 康尼·馬雷羅
康拉多·尤金尼歐·馬雷羅·拉莫斯（西班牙語：Conrado Eugenio Marrero Ramos，1911年4月25日—2014年4月23日），是一名古巴職業棒球投手。1950年至1954年，他效力於華盛頓參議員隊。
2014年，他死於古巴哈瓦那。